# Apple DOS
L'Apple DOS va ser un sistema operatiu per a la sèrie de microordinadors de la sèrie Apple II va ser comercialitzat a partir de finals de 1978 a principis de 1983. Apple DOS va tenir tres llançaments principals: DOS 3.1, DOS 3.2-DOS 3.3; cada un d'aquests tres va ser seguit per un segon llançament menor de correcció d'errors, però només en el cas d'Apple Dues 3.2, una de les segones versions llançades, va rebre el seu propi nom Apple Dos 3.2.1. La versió més coneguda i usada va ser Apple Dos 3.3 en els seus llançaments de 1980 a 1983. Anteriorment al llançament d'Apple Dos 3.1 els usuaris van haver de dependre de cintes de casset d'àudio per a l'emmagatzematge de dades i la recuperació però aquell mètode era notòriament lent i poc fiable.

## Història
Apple Dos en gran part va ser escrit per Steve Wozniak, Randy Wigginton i el proveïdor informàtic extern Paul Laughton. El llenguatge de programació Integer BASIC va estar estretament lligat. Davant la consternació de molts programadors, Apple no va publicar cap documentació oficial fins al llançament de la versió 3.2.
No hi va haver Apple Dues 1 o 2, en si. Les versions 0,1 fins a la 02/08 eren revisions enumerades durant el seu desenvolupament (les quals van poder haver-se anomenant "projectes" de la 1 a la 28. Apple Dos 3.0 (una versió anomenada de la versió 2.8) mai va ser públicament llançada.
Apple Dos 01/03 va ser públicament comercialitzat al juny de 1978, lleugerament menys d'un any després que Apple II fos presentat, arribant a ser el primer sistema operatiu a base de disc dur per a qualsevol ordinador d'Apple. Un llançament de correcció d'errors vi després tractant els problemes de la creació original, que va ser usada per a la creació de discos originals d'Apple Dos. L'ordre d'inici incorporada en els discs creats només podria ser arrencada en les màquines amb la mateixa capacitat de memòria pels quals havien estat creats. MASTER CREATE incloure un autotraslado de la versió DOS que arrencaria a Apple amb qualsevol configuració de memòria.
Apple Dos 03/02 va ser comercialitzat el 1979 per reflectir els canvis fonamentals en els mètodes d'arrencada que van ser incorporats en el successor d'Apple II, Apple II Plus. En comptes de l'Integer BASIC original, el Firmware (programes de només lectura) d'Apple II Plus incloïa la versió més recent APPLESOFT II Floating POINT BASIC. El nou Firmware també incloïa una característica de autoarranque la qual trobaria automàticament un controlador de disc i arrencar quan el sistema fos encès, guanyant el nom de Autostart ROM.
Apple DOS 3.3 va ser comercialitzat el 1980. Aquesta versió va millorar diverses funcions del llançament 3.2., També obtenint grans millores en l'emmagatzematge disponible del disquet, les recents P5A/P6A PROMS al controlador de disc van poder llegir i escriure dades d'alta densitat, per tant en comptes de 13 sectors (3.25kb), 16 sectors (4KB) de dades que podien ser emmagatzemats per pista de disc, incrementant la capacitat de 113.75kb a 140KB per costat de disc, dels quals 16kb van ser usats pel sistema de fitxer general i una còpia de DOS, deixant 124 kb per als usuaris del programa.
DOS 3.3 no va ser, però, retrocompatible, no podia llegir o escriure els discos de la versió 3.2 de DOS. Per solucionar el problema, Apple Computer va llançar una eina anomenada Muffin per a la migració de programes i fitxers de la versió Apple DOS 3.2 a la versió 3.3. Apple mai va oferir una eina per a copiar d'una altra manera. Per a la migració de fitxers d'Apple DOS 3.3 de tornada a la versió 3.2, algú va inventar una eina anomenada "NIFFUM". Hi havia també eines comercials com ara Copy II Plus que podien copiar fitxers des d'un format a qualsevol altre. La versió 3.3 també va millorar l'habilitat de commutar entre el Integer BASIC i Applesoft BASIC, si l'ordinador tenia expansió RAM o microprogramari.

## Cronologia
Les data d'Apple DOS 3.0 fins a 3.2.1, en sèries d'ordinadors Apple II:
- DOS 3.0 - juny 1978
- DOS 3.1 - juliol 1978
- DOS 3.2 - febrer 1979
- DOS 3.2.1 - juliol 1979
- DOS 3.3 - agost 1980